# ألكسندرا فيدوريفا
ألكسندرا أندرييفنا فيدوريفا (بالروسية: Александра Андреевна Федорива) هي عدائة مسافات قصيرة روسية ولدت في يوم 13 سبتمبر 1988 في مدينة موسكو عاصمة روسيا، أبرز إنجازاتها هو تحقيقها الميدالية الذهبية في دورة الألعاب الأولمبية الصيفية 2008 في بكين في سباق 4×100 متر تتابع مع الفريق الروسي، كما فازت بالميدالية الفضية في بطولة العالم لألعاب القوى داخل الصالات 2012 في إسطنبول في سباق 400 متر، أما في دورة الألعاب الأولمبية الصيفية 2012 في لندن حلت في المركز الثالث في نصف نهائي سباق 200 متر مما لم يؤهلها إلى السباق النهائي.

## روابط خارجية
- ألكسندرا فيدوريفا على موقع الاتحاد الدولي لألعاب القوى (الإنجليزية)
- ألكسندرا فيدوريفا على موقع الدوري الماسي (الإنجليزية)
- ألكسندرا فيدوريفا على موقع أوليمبيديا (الإنجليزية)